# Буряковий квас

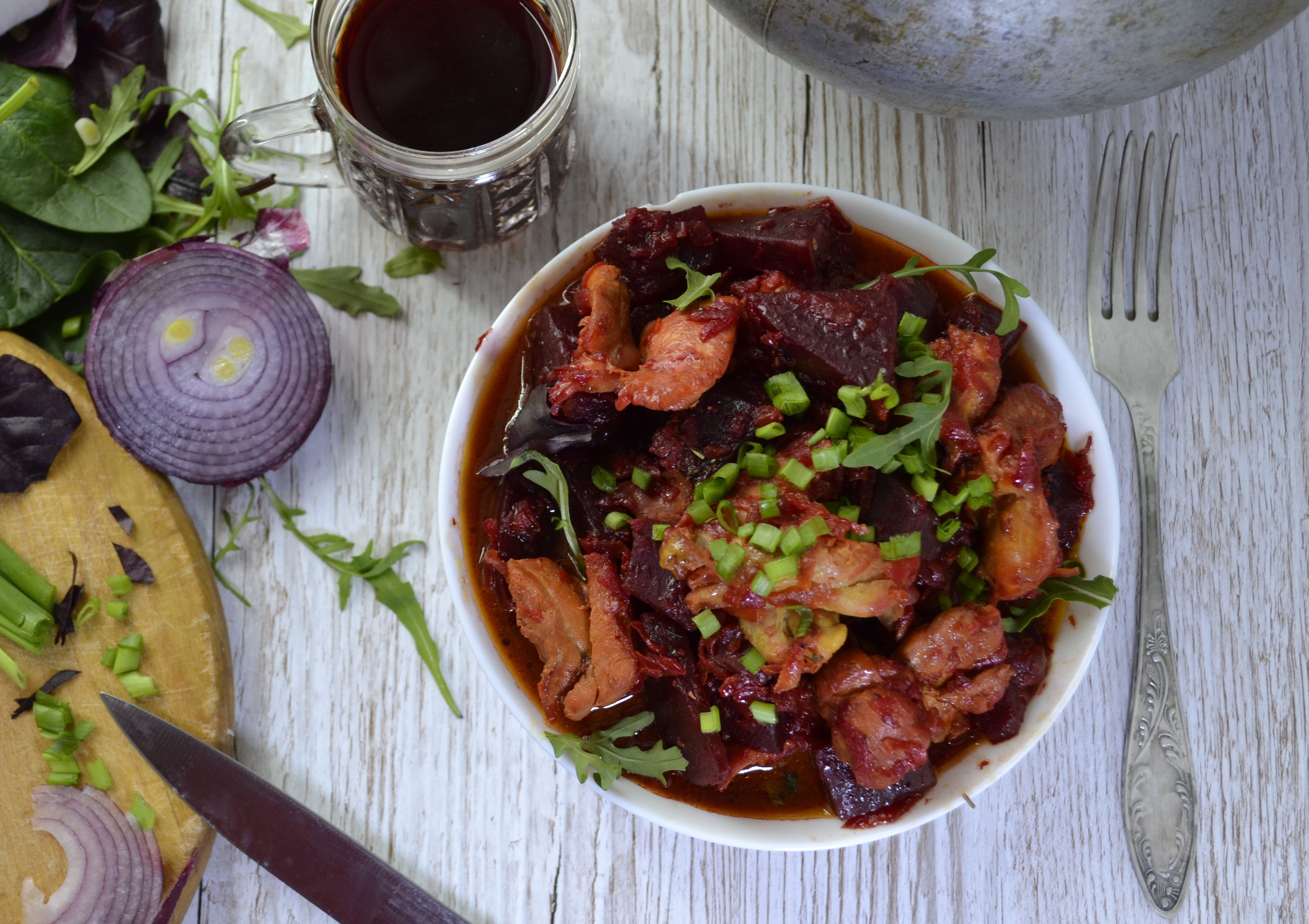
Шпундра

Буряко́вий квас — різновид квасу, який готують із буряка.
В українській кухні вживається для приготування червоного борщу принаймні з XVIII століття. Водночас, в сучасному українському борщі для закваски частіше використовують свіжі помідори, томатний сік, соус або пасту: ці інгредієнти витіснили буряковий квас у 1920−1930-х роках.
Із бурякового квасу готують також старовинну українську страву шпундру.
Буряковий квас також називали борщем.

## Приготування
Для приготування бурякового квасу, буряки нарізають, заливають холодною кип'яченою водою і залишають при кімнатній температурі на термін від кількох днів до двох тижнів.

До нарізаного буряку можуть додавати скоринку хліба. Згідно з «Кухаркою Руською»: 
.

Також буряковий квас може готуватися і без хліба. За Клиновецькою: 
Історично, буряк також квасили із іншими рослинами. Так, російський історик і етнограф Андрій Меєр у 1781 році писав, що в Україні збирали коріння і листя рослини акант, квасили разом із червоним буряком і варили «свій борщ або бураки».